# Dinematichthys
Dinematichthys is een geslacht van straalvinnige vissen uit de familie van naaldvissen (Bythitidae). Het geslacht is voor het eerst wetenschappelijk beschreven in 1855 door Bleeker.

## Soorten
- Dinematichthys iluocoeteoides Bleeker, 1855
- Dinematichthys trilobatus Møller & Schwarzhans, 2008